# فداء الحوراني
فداء أكرم الحوراني (1956 -) هي رئيسة المجلس الوطني لإعلان دمشق.

## حياتها ونشأتها
من مواليد دمشق عام 1956، نالت بكالوريوس في الطب البشري من جامعة بغداد وحصلت على اختصاص نسائية وتوليد عام 1982 ثم أسست مشفى الحوراني بمدينة حماة وتقوم بإدارته، سياسية مستقلة، وابنة السياسي السوري الراحل أكرم الحوراني مؤسس الحزب العربي الاشتراكي، ولدت فداء الحوراني في دمشق عام 1956 ثم سافرت إلى العراق لدراسة الطب البشري ونالت البكالوريوس من جامعة بغداد ثم حصلت على اختصاص نسائية وتوليد عام 1982 وعادت بعد سنوات إلى حماة لتؤسس مشفى الحوراني، زوجها غازي عليّان الفلسطيني الذي بسبب انتمائه الفلسطيني طالبته السلطات الأمنية لاحقاً بمغادرة الأراضي السورية بما يشبه النفي. علاقة فداء بحماة غير عادية فرغم أنها لم تولد فيها وبقيت بعيداً عنها حتى تخرجها من كلية الطب إلاّ أنها تنتمي إلى حماة من باب الشعور بالظلم “فحماة مدينة ظُلمت، وأنا مصممة “إنسانياً” أن أبقى متعاطفة معها، حماة مدينة حملت آلامها “ع الساكت” منذ 1982.” حسب قولها.

## مسيرتها
نشطت فداء في الحقل السياسي القومي فانتخبت عضوة في الأمانة العامة للمؤتمر القومي العربي. وسارت على نهج والدها أكرم الحوراني، مؤسس الحزب العربي الاشتراكي، أحد ابرز السياسيين في سوريا والوطن العربي في أواسط القرن العشرين.
الطبيبة فداء الحوراني أصبحت ذات شعبية كوالدها أكرم الحوراني نتيجة انحيازها لطبقة الفقراء في سياسة المشفى الذي تملكة بالإضافة إلى وقوفها المبكر مع ثورة آذار 2011 في سوريا من خلال علاج جرحى المظاهرات السلمية من مختلف المناطق المحيطة بالمشفى كالحولة والرستن وتلبيسة ولاحقا من مدينة حماة.
طرحت فداء الحوراني أفكارا وحلولا سياسية لقيت قبولا واسعا، على سبيل المثال تدعو الدكتورة فداء السوريين لبناء تحالف عريض يضمُّهم جميعاً بدءًا من اليمين المتديّن حتى اليسار العلماني تحالف يؤمن بالديمقراطية والاختيار كطريقة حكم وتدعو لمنح السوريين سنوات خمس كمرحلة انتقالية قبل كتابة دستورهم الدائم كي يتعرفوا على بعضهم البعض، ولذلك يجب تهيئة القوى التي تؤمن بالديمقراطية مهما كان برنامجها، وتعتقد أن الاعتماد على دستور 1950 خلال هذه المرحلة أمر ممكن.
وهي كسياسية محنكة تدرك أبعاد الأمور وتلتفت إلى التفاصيل فلا تطلق أحكاما نهائية ومطلقة كما يفعل سياسيون سوريون كثر، يبدو ذلك في موقفها من مؤتمر جنيف 2 فهي تفرّق بين كون جنيف 2 لا يستوفي شروط نجاحه وبين الانسحاب من المفاوضات، وبين كل ذلك وبين انسحاب إعلان دمشق من الائتلاف، حيث تجب مراعاة خيار الائتلاف الذي يرغب بالتفاوض، لأن الانسحاب وفق الحوراني يضعف الائتلاف، وهو موقف السياسي الوفي الذي لا ينفرد بالقرار على حساب رفاقه أو حلفائه في المفاصل الهامة..
قامت فداء الحوراني بنشر عدة مقالات ودراسات عن الحياة السياسية، ناقشت فيها بعض القضايا كالانتخابات وحقوق المواطنين كما القت الضوء على دستور 1950 وماهية حالة الطوارئ المعمول بها في البلاد، إضافة إلى مواضيع أخرى كقضية المياه العربية.

## مؤلفاتها
نريد ان ننتخب، ولكن، الانتخاب حقنا، ولكن!
لمحة عن تاريخ الطوارئ في سوريا
نطرة على دستور 1950
الماء ومستقبلنا

## اعتقالها ومحاكمتها
على خلفية حضور اجتماع الدورة الأولى من المجلس الوطني الموسع بتاريخ 1-12-2007 واختيارها رئيسة لاعلان دمشق اقدمت السلطات السورية على اعتقال فداء أكرم الحوراني بحدود الساعة الحادية عشر من صباح الأحد 16-12-2007، ومن ثم اصدرت محكمة الجنايات الأولى بدمشق بتاريخ 29-10-2008 قرارا بتجريم قياديي اعلان دمشق ومن بينهم فداء اكرم الحوراني، بجنايتي «اضعاف الشعور القومي ونقل اخبار كاذبة من شأنها أن توهن نفسية الأمة» بعد قضاء المدة تم اطلاق سراحها بتاريخ 16-6-2010
كما يجدر بالذكر ان السلطات السورية امرت زوجها الطبيب الفلسطيني غازي عليان بمغادرة الأراضي السورية، حيث يعتبر ذلك حالة نادرة، اذ ان السلطات السورية لم يسبق لها ان اصدرت امرا بحق مواطن يحمل جنسية عربية بمغادرة اراضيها.

### فداء الحوراني والمشفى والثورة
اقتحم النظام السوري مدينة حماة في 31 تموز 2011 رغم تظاهراتها السلمية ورغم تحذيرات أردوغان وغيره من تكرار المذبحة وزيارة سفيري الولايات المتحدة وفرنسا للمدينة في محاولة لمنع اقتحام الجيش ووقوع مجزرة جديدة في حماة، وحين علم اهالي مدينة حماة أن قوات الأمن تتجه إلى مشفى الحوراني لخطف المصابين والمرضى واعتقالهم طوقو المشفى وأمنوا له الحماية في أواخر أيار 2011 يومها تحدت الدكتورة فداء والمتظاهرون الأمن السوري ومنعوهم من اعتقال الجرحى في المشفى، فكانت اجواء مدينة حماة متوترة ومستنفرة على أبنائها وأولادها من جرحى التظاهرات نتيجة مواجهتهم بالرصاص الحي من قبل قوى الأمن السورية، تقول فداء “أذكر في جمعة “أطفال الحرية” مشهداً لن أنساه في حياتي، حيث كان هناك ستة وثلاثون شهيداً في المشفى وكانت الدماء في كل مكان حتى سالت إلى أبواب المشفى”.. لكن مع بداية الحملة العسكرية في رمضان من ذلك العام 2011 تم استهداف مشفى الحوراني بعمليات المداهمة وخطف الجرحى أحيانا، وتم قطع الوقود عنه بعد قطع الكهرباء مما أدّى إلى مجزرة بحق الأطفال حديثي الولادة (الخدّج) ووفاة جرحى كان من الممكن شفاؤهم، وانتهت العملية بقصف المشفى.
كان على فداء الحوراني أن تغادر سوريا بعد هجوم النظام السوري على مشفى الحوراني في آب 2011 وتنامي الخطر على حياتها فاستقرت خارج سوريا عام 2013.